# Xuân Ba
Nhà báo Xuân Ba, tên thật là Trịnh Huyên. Sinh năm Ngọ (1954) tại Làng Lon Biện Thượng, Thanh Hóa (nay là thôn Việt Yên, xã Vĩnh Hùng, huyện Vĩnh Lộc, tỉnh Thanh Hóa).
Học khoa văn Đại học Tổng hợp Hà Nội năm 1976.
Mặc dù cũng có viết lách này khác và thi thoảng làm thơ, nhưng tự nhận xét về bản thân là người chuyên độc diễn (tòng sự mỗi một Sở làm-Báo Tiền Phong). Viết mỗi một thể loại Phóng sự Bút ký văn học. Cũng chính sự độc ấy đã đưa ông trở thành Hội viên Hội Nhà văn Việt Nam năm 1998 (Nhà văn Nguyễn Khải giới thiệu).

## Tác phẩm
1. Mọi linh hồn đều được đưa tiễn (Nhà xuất bản Hội Nhà văn, 1991);
2. Vẫn phải tin vào những giọt nước mắt (Nhà xuất bản Văn Học, 1995);
3. Thời chưa xa người chưa cũ (Nhà xuất bản Văn học, 2004);
4. Khang khác mây thường (Nhà xuất bản Hội Nhà văn, 2004);
5. Chuyện buồn kể muộn (Nhà xuất bản Hội Nhà văn, 2005);
6. Một tuần nước Mỹ (Nhà xuất bản Hội Nhà văn, 2006);
7. Ngọn cỏ gió vờn (Nhà xuất bản Hội Nhà văn, 2013);
8. Những cự ly thương mến (Nhà xuất bản Thanh Niên Lưu trữ ngày 15 tháng 11 năm 2018 tại Wayback Machine, 2013);
9. Đêm dài lắm mộng (Nhà xuất bản Văn Học, 2014); 